# Trichomma reticulatum
Trichomma reticulatum là một loài tò vò trong họ Ichneumonidae.